# SN 1962Q
SN 1962Q – supernowa odkryta 25 lutego 1962 roku w galaktyce NGC 2276. W momencie odkrycia miała maksymalną jasność 16,90m.